# چیریاش‌تاماک
چیریاش‌تاماک (انگلیسی: Chiryashtamak) یک شهرک در شهرستان میاکینسکی استان باشقیرستان کشور روسیه است.